# Pentagon City
Pentagon City è una stazione della metropolitana di Washington, situata sul tratto comune della linea blu e della linea gialla. Si trova ad Arlington, in Virginia, nell'omonimo quartiere.
È stata inaugurata il 1º luglio 1977, contestualmente all'apertura della linea blu.
La stazione è servita da autobus dei sistemi Metrobus (anch'esso gestito dalla WMATA) e Arlington Transit.